# Данілу Перейра
Данілу Луїш Еліу Перейра (порт. Danilo Luís Hélio Pereira, нар. 9 вересня 1991, Бісау, Гвінея-Бісау) — португальський футболіст, опорний півзахисник національної збірної Португалії та клубу «Аль-Іттіхад».

## Клубна кар'єра
Вихованець юнацьких команд футбольних клубів «Арсенал 72», «Ештуріл-Прая» та «Бенфіки».
У дорослому футболі дебютував 2010 року виступами за команду клубу «Парма».
Протягом 2011 року на правах оренди захищав кольори команди клубу «Аріс».
Протягом 2012–2013 років знову на правах оренди захищав кольори команди клубу «Рода».
2013 року уклав контракт з клубом «Марітіму», у складі якого провів наступні два роки своєї кар'єри гравця.
До складу клубу «Порту» приєднався 2015 року.
5 жовтня 2020 року Перейра приєднався до клубу «Парі Сен-Жермен» на умовах оренди з опцією викупу за 16 млн євро на сезон, за саму оренду португальця французький клуб заплатив 4 млн євро. Після закінчення сезону клуб скористався опцією викупу, підписавши з Данілу контракт до 2025.

## Виступи за збірні
2009 року дебютував у складі юнацької збірної Португалії, взяв участь у 19 іграх на юнацькому рівні, відзначившись одним забитим голом.
Протягом 2010–2012 років залучався до складу молодіжної збірної Португалії. На молодіжному рівні зіграв у 3 офіційних матчах.
2015 року дебютував в офіційних матчах у складі національної збірної Португалії.

## Досягнення
- Чемпіон Португалії (2):

«Порту»: 2017-18, 2019-20
- Володар Суперкубка Португалії (1):

«Порту»: 2018
- Володар Кубка Португалії (1):

«Порту»: 2019-20
- Чемпіон Франції (3):

«Парі Сен-Жермен»: 2021-22, 2022-23, 2023-24
- Володар Кубка Франції (2):

«Парі Сен-Жермен»: 2020-21, 2023-24
- Володар Суперкубка Франції (3):

«Парі Сен-Жермен»: 2020, 2022, 2023
- Чемпіон Саудівської Аравії (1):

«Аль-Іттіхад»: 2024-25
- Володар Королівського кубка Саудівської Аравії (1):

«Аль-Іттіхад»: 2024-25
Збірні
- Чемпіон Європи: 2016
- Переможець Ліги націй УЄФА: 2018-19